# Nhơn Trạch (huyện)
Nhơn Trạch là một huyện nằm ở phía tây nam tỉnh Đồng Nai, Việt Nam.

## Địa lý

### Vị trí địa lý
Huyện Nhơn Trạch nằm ở phía tây nam tỉnh Đồng Nai, trải dài từ 106°45'16"Đ đến 107°01'55"Đ và từ 10°31'33"B đến 10°46'59"B, cách trung tâm Thành phố Hồ Chí Minh 30 km theo tỉnh lộ 25B, cách thành phố Biên Hòa 40 km theo Quốc lộ 51 và tỉnh lộ 25B. Huyện có vị trí địa lý:
- Phía đông giáp huyện Long Thành và giáp thành phố Phú Mỹ, tỉnh Bà Rịa – Vũng Tàu (qua sông Thị Vải)
- Phía tây giáp Quận 7 và huyện Nhà Bè thuộc Thành phố Hồ Chí Minh với ranh giới là sông Nhà Bè
- Phía nam giáp huyện Cần Giờ, Thành phố Hồ Chí Minh với ranh giới là sông Lòng Tàu, sông Đồng Tranh, sông Gò Gia[3]
- Phía bắc giáp thành phố Thủ Đức, Thành phố Hồ Chí Minh (qua sông Đồng Nai) và giáp huyện Long Thành.[4]

Huyện có ba mặt đều giáp sông, bao gồm sông Đồng Nai ở phía bắc, sông Nhà Bè ở phía tây, các con sông Lòng Tàu và Đồng Tranh ở phía nam và sông Thị Vải ở phía đông nam.

### Điều kiện tự nhiên
Huyện Nhơn Trạch có diện tích tự nhiên là 410,84 km², dân số năm 2015 là 453.372 người, số người trong độ tuổi lao động chiếm 98.986 người, số người đang làm việc chiếm 72.825 người, trong đó:
- Lao động nông, lâm nghiệp là 29.360 người
- Lao động công nghiệp là 25.135 người
- Lao động dịch vụ là 18.510 người.

## Hành chính
Huyện Nhơn Trạch có 12 đơn vị hành chính cấp xã, bao gồm thị trấn Hiệp Phước và 11 xã: Đại Phước, Long Tân, Long Thọ, Phú Đông, Phú Hội (huyện lỵ), Phú Thạnh, Phú Hữu, Phước An, Phước Khánh, Phước Thiền, Vĩnh Thanh.

## Lịch sử
Thời Việt Nam Cộng Hòa, Nhơn Trạch là một quận thuộc tỉnh Đồng Nai, được thành lập ngày 9 tháng 9 năm 1960 trên cơ sở tách 12 xã ven tỉnh lộ 17 và 19 thuộc quận Long Thành. Khi đó, quận Nhơn Trạch gồm 2 tổng:
- Tổng Thành Tuy Trung: 6 xã
- Tổng Thành Tuy Hạ: 6 xã.

Từ năm 1962, chính quyền Việt Nam Cộng hòa bỏ dần, đến năm 1965 bỏ hẳn cấp hành chính tổng, các xã trực tiếp thuộc quận. Quận Nhơn Trạch gồm 12 xã: Phước Hội, Phước Thọ, Phước Long, Phước Lai, Phước Mĩ, Phước Thiền, Phú Thạnh, Đại Phước, Phú Hữu, Phước Khánh, Vinh Thạnh, Long Tân; quận lỵ đặt tại xã Phú Thạnh.
Về phía chính quyền cách mạng, tháng 1 năm 1961, tỉnh ủy Biên Hòa cũng quyết định chia huyện Long Thành thành hai huyện: Long Thành và Nhơn Trạch.
Năm 1976, hai huyện Long Thành và Nhơn Trạch sáp nhập lại thành huyện Long Thành thuộc tỉnh Đồng Nai.
Huyện Nhơn Trạch được tái lập vào ngày 23 tháng 6 năm 1994 trên cơ sở tách 11 xã: Đại Phước, Hiệp Phước, Long Tân, Long Thọ, Phú Hội, Phú Hữu, Phú Thạnh, Phước An, Phước Khánh, Phước Thiền và Vĩnh Thanh thuộc huyện Long Thành. Khi tách ra, huyện Nhơn Trạch bao gồm 11 xã như trên.
Ngày 29 tháng 8 năm 1994, chia xã Phú Hữu thành 2 xã: Phú Hữu và Phú Đông.
Ngày 10 tháng 5 năm 2019, Ủy ban thường vụ Quốc hội ban hành Nghị quyết số 694/NQ-UBTVQH14 (nghị quyết có hiệu lực từ ngày 1 tháng 7 năm 2019). Theo đó, chuyển xã Hiệp Phước thành thị trấn Hiệp Phước.
Huyện Nhơn Trạch có 1 thị trấn và 11 xã như hiện nay. Tuy nhiên, Hiệp Phước không phải là thị trấn huyện lỵ huyện Nhơn Trạch, các cơ quan hành chính huyện đóng tại xã Phú Hội.

## Kinh tế - xã hội
Có 10 khu công nghiệp được Chính phủ phê duyệt, gồm:
- Khu công nghiệp Nhơn Trạch 1: 449 ha
- Khu công nghiệp Nhơn Trạch 2 - D2D: 347 ha
- Khu công nghiệp Nhơn Trạch 2 - Lộc Khang: 70 ha
- Khu công nghiệp Nhơn Trạch 2 - Nhơn Phú: 183 ha
- Khu công nghiệp Nhơn Trạch 3: 697 ha
- Khu công nghiệp Nhơn Trạch 5: 309 ha
- Khu công nghiệp Nhơn Trạch 6: 327 ha
- Khu công nghiệp Dệt may Nhơn Trạch: 184 ha
- Cụm công nghiệp Phú Thạnh - Vĩnh Thanh
- Khu công nghiệp Nhơn Trạch Ông Kèo: 856 ha.

Từ Thành phố Hồ Chí Minh có thể đi đến Nhơn Trạch bằng quốc lộ 51 hoặc từ trung tâm Thành phố Hồ Chí Minh qua đường hầm sông Sài Gòn rồi đến cảng Cát Lái hoặc từ ngã ba Cát Lái (đại lộ Mai Chí Thọ) theo Đồng Văn Cống (quận 2), đi phà Cát Lái qua sông Đồng Nai - Nhà Bè là đến địa phận huyện Nhơn Trạch. Ngoài ra đường cao tốc Thành phố Hồ Chí Minh - Long Thành - Dầu Giây đã hoàn thành đây cũng là một tuyến đường đến Nhơn Trạch thuận tiện.
Dùng xe buýt cũng có thể đón chuyến 603 từ bến xe Miền Đông đi KCN Nhơn Trạch.
Cảng Cát Lái là cảng lớn quan trọng nằm ở cuối đoạn sông Đồng Nai tiếp giáp với sông Nhà Bè và sông Sài Gòn. Cảng cũng là nơi hiện nay Bộ Tư lệnh hải quân Vùng 2 (vùng B) đặt trụ sở. Đây là vùng sông nước mà người xưa đã có câu hò:
Nhà Bè nước chảy chia hai
Ai về Gia Định, Đồng Nai thì về.
Trong thời kỳ chiến tranh, cảng Cát Lái là nơi quân đội và hải quân Mỹ dùng làm trạm nhận vũ khí, đạn dược và từ đây chuyển lên căn cứ quân sự ở Long Bình và Biên Hòa. Tàu tiếp vận và tuần tiễu Mỹ từ Vũng Tàu lên Nhà Bè, Cát Lái thường bị du kích Việt Nam phục kích và đánh phá, nhất là khu vực gần Rừng Sác, Cần Giờ.
Cát Lái ở phía bên này sông thuộc Thành phố Hồ Chí Minh đã phát triển với cơ sở hạ tầng và nhiều dân cư, nhưng phía bên kia sông vẫn còn cây cối um tùm, dân cư thưa thớt vì hiện chưa có cầu nối với Thành phố Hồ Chí Minh. Thành phố mới Nhơn Trạch hiện đang được quy hoạch, hiện nay các khu phố, đường sá và khu công nghiệp đã được xây dựng. Đất ở đây hiện nay giá rất cao do dự kiến là dân số sẽ tăng qua các công trình quy hoạch, và khu công nghiệp đang hoạt động và sẽ khuếch trương thêm, cộng với địa điểm gần Thành phố Hồ Chí Minh khi cầu Thủ Thiêm hoàn thành. Cầu Thủ Thiêm và hầm nối quận 2 với quận 1 của Thành phố Hồ Chí Minh được xây dựng xong.
Nhơn Trạch có vị trí địa lý thuận lợi là tâm điểm tam giác Thành phố Hồ Chí Minh, Đồng Nai, Bà Rịa – Vũng Tàu nên đang được quy hoạch thành đô thị loại II. Tuy nhiên, quá trình đô thị hóa diễn ra khá chậm. Cây cầu huyết mạch nối Nhơn Trạch và quận 9 (Thành phố Hồ Chí Minh) tuy đã được khảo sát từ lâu nhưng đến nay vẫn chưa thể thực hiện do thiếu kinh phí và không được sự quan tâm bằng hành động của chính quyền địa phương hai đầu cầu. Theo một số nguồn tin không chính thức, tập đoàn Tín Nghĩa (Đồng Nai) sẽ khởi công xây dựng cầu nối quận 9. Hiện tại đường cao tốc Bến Lức - Long Thành (có nút giao tại Nhơn Trạch) đang xây dựng và dự kiến thông xe vào năm 2020.
Hiện nay trên địa bàn huyện Nhơn Trạch đã và đang hình thành một số khu đô thị mới như khu đô thị Đại Phước Center City, khu đô thị Đại Phước Lotus, khu đô thị Detaco Nhơn Trạch, khu đô thị Đông Sài Gòn (Swanpark), Khu đô thị Swanbay, Thăng Long Home Hiệp Phước, khu đô thị Eco Sun, khu đô thị King Bay, khu đô thị Long Thọ, khu đô thị Nhơn Trạch, khu đô thị Orchid City, khu đô thị Phước An, khu đô thị Richland City, khu đô thị Sông Đà IDC, khu đô thị Sweet Home Nhơn Trạch, khu đô thị Sun Flower City, Khu đô thị Freelands...
Trong văn hóa đại chúng, Nhơn Trạch được nhắc đến trong bài hát "Hành khúc Nhơn Trạch hào hùng", sáng tác Doãn Hùng Tiến.

## Giao thông

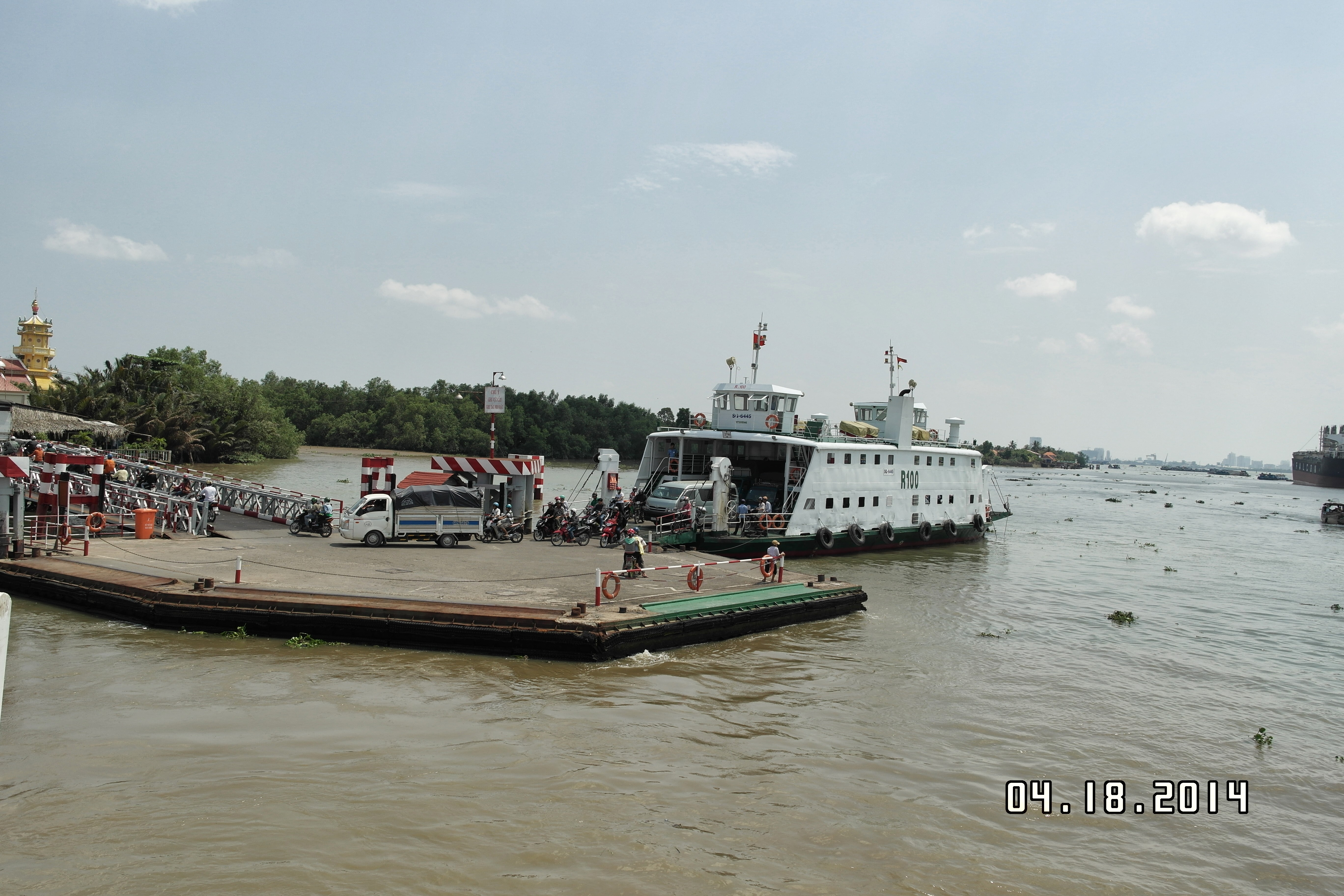
Bến phà Cát Lái

- Đường bộ: Huyện có hệ thống giao thông đang được hoàn chỉnh, với các đường Tỉnh lộ, huyện lộ, đường liên xã được mở rộng và nhựa hóa, bê tông hóa. Đây cũng là địa phường có tuyến đường cao tốc Thành phố Hồ Chí Minh – Long Thành – Dầu Giây đi qua và có hai dự án đường cao tốc Bến Lức – Long Thành và đường vành đai 3 vùng đô thị TP.HCM đi qua đang được xây dựng:

| STT | Tên đường                        | Tên cũ                            | Ghi chú         |
| --- | -------------------------------- | --------------------------------- | --------------- |
| A   | ĐƯỜNG HIỆN HỮU                   | ĐƯỜNG HIỆN HỮU                    | ĐƯỜNG HIỆN HỮU  |
| 1   | Lý Thái Tổ                       | Tỉnh lộ 25A, Tỉnh lộ 769          | Tỉnh lộ         |
| 2   | Tôn Đức Thắng                    | Tỉnh lộ 25B                       | Tỉnh lộ         |
| 3   | Nguyễn Ái Quốc                   | Tỉnh lộ 25C                       | Tỉnh lộ         |
| 4   | Trần Phú                         | Tỉnh lộ 319B, Tỉnh lộ 319         | Tỉnh lộ         |
| 5   | Quách Thị Trang                  | Tỉnh lộ 22, Tỉnh lộ 769           | Tỉnh lộ         |
| 6   | Trần Văn Trà                     | Tỉnh lộ 22A, Tỉnh lộ 769          | Tỉnh lộ         |
| 7   | Hùng Vương                       | Hương lộ 19                       | Huyện lộ        |
| 8   | Nguyễn Văn Ký                    | Hương lộ 12                       | Huyện lộ        |
| 9   | Lê Hồng Phong                    | Đường số 1                        |                 |
| 10  | Nguyễn Hữu Cảnh                  | Đường số 2                        |                 |
| 11  | Huỳnh Thúc Kháng                 | Đường D9                          |                 |
| 12  | Nguyễn Văn Cừ                    | Đường 319B                        |                 |
| 13  | Phạm Thái Bường                  | Đường Phước Khánh                 |                 |
| 14  | Võ Thị Sáu                       | Đường Giồng Ông Đông              |                 |
| 15  | Lý Tự Trọng                      | Đường Độn                         |                 |
| 16  | Nguyễn Văn Trị                   | Đường Cổng Đỏ                     |                 |
| 17  | Phan Văn Đáng                    | Đường đê ông kèo                  |                 |
| 18  | Cây Dầu                          | Đường Cây Dầu                     |                 |
| 19  | Trần Thị Nhạt                    | Đường dốc nhà thờ Phú Hội         |                 |
| 20  | Đào Thị Phấn                     | Đường chắn nước                   |                 |
| 21  | Nguyễn Thị Chơn                  | Đường vào THCS Phước An           |                 |
| 22  | Phạm Văn Xô                      | Đường vào THCS Phước Thiền        |                 |
| 23  | Hà Huy Tập                       | Đường Vĩnh Cửu                    |                 |
| 24  | Huỳnh Văn Nghệ                   | Đường số 13                       |                 |
| 25  | Huỳnh Văn Lũy                    | Đường xã Phú Đông                 |                 |
| 26  | Trần Nam Trung                   | Đường dốc 30                      |                 |
| 27  | Dương Văn Thì                    | Đường KDC ấp Cầu Kê, xã Phú Hữu   |                 |
| 28  | Hòa Bình                         | Đường ấp Hòa Bình                 |                 |
| 29  | Phạm Văn Thuận                   |                                   |                 |
| 30  | Phạm Ngọc Thạch                  |                                   |                 |
| 31  | Vũ Hồng Phô                      |                                   |                 |
| 32  | Nguyễn Văn Trỗi                  |                                   |                 |
| 33  | Ngô Gia Tự                       |                                   |                 |
| 34  | Hoàng Minh Châu                  |                                   |                 |
| 35  | Nguyễn An Ninh                   |                                   |                 |
| 36  | Lê Đức Thọ                       |                                   |                 |
| 37  | Hoàng Văn Thụ                    |                                   |                 |
| 38  | Phan Đăng Lưu                    |                                   |                 |
| 39  | Thích Quảng Đức                  |                                   |                 |
| 40  | Hồ Tùng Mậu                      |                                   |                 |
| 41  | 28/4                             |                                   |                 |
| 42  | Nguyễn Kim Quy                   |                                   |                 |
| 43  | Trần Văn Ơn                      |                                   |                 |
| 44  | Nguyễn Bỉnh Khiêm                |                                   |                 |
| 45  | Giồng Sắn                        |                                   |                 |
| 46  | Kim Đồng                         |                                   |                 |
| 47  | Lý Thường Kiệt                   |                                   |                 |
| 48  | Vườn Chuối                       |                                   |                 |
| 49  | Cộng đồng                        |                                   |                 |
| 50  | Chòm Dầu                         |                                   |                 |
| 51  | Bến Chùa                         |                                   |                 |
| 52  | Liên ấp Bến Sắn - Bến Cam        |                                   |                 |
| 53  | Liên xã Phú Đông Vĩnh Thanh      |                                   |                 |
| 54  | Liên xã Phước Thiền - Hiệp Phước |                                   |                 |
| B   | ĐƯỜNG QUY HOẠCH                  | ĐƯỜNG QUY HOẠCH                   | ĐƯỜNG QUY HOẠCH |
| 1   | Lê Duẩn                          | Đường liên cảng                   |                 |
| 2   | Trường Chinh                     | Đường vào cảng phước An           |                 |
| 3   | Võ Văn Tần                       | Đường Long Thọ 1                  |                 |
| 4   | Nguyễn Thị Minh Khai             | Đường Phú Tân-Phú Đông            |                 |
| 5   | Phạm Văn Đồng                    | Đường quy hoạch số 3              |                 |
| 6   | Tạ Quang Bửu                     |                                   |                 |
| 7   | Nguyễn Chí Thanh                 |                                   |                 |
| 8   | Nguyễn Văn Linh                  |                                   |                 |
| 9   | Phạm Hùng                        |                                   |                 |
| 10  | Nguyễn Thị Định                  |                                   |                 |
| 11  | Võ Văn Kiệt                      |                                   |                 |
| 12  | Trần Đại Nghĩa                   |                                   |                 |
| 13  | Nguyễn Hữu Thọ                   |                                   |                 |
| 14  | Huỳnh Tấn Phát                   |                                   |                 |
| 15  | Formosa                          | Đường Khu tái định cư Phước Thiền |                 |

- Đường sông: Hệ thống đường sông Đồng Nai, Sông Đồng Tranh, sông Thị Vải.
- Đường sắt: Có đường sắt nhẹ kết nối Thủ Thiêm (TP.HCM) với Cảng hàng không Quốc tế Long Thành chạy dọc đường Vành Đai 3, rẽ vào đường Tôn Đức Thắng.

### Xe buýt
- Tuyến số 02: Bến xe Biên Hòa — Trạm xe Nhơn Trạch
- Tuyến số 14: Căn cứ 4 (Huyện Xuân Lộc) — Trạm xe Nhơn Trạch - Đã ngưng hoạt động
- Tuyến số 20: Trạm xe TT.Trảng Bom (Huyện Trảng Bom) — Trạm xe Nhơn Trạch - Đã ngưng hoạt động
- Tuyến số 21: Bến Phà Cát Lái — Hiệp Phước, Nhơn Trạch - Đã ngưng hoạt động
- Tuyến số 24: Phà Cát Lái — Long Thành - Đã ngưng hoạt động
- Tuyến số 603: Bến xe Miền Đông — Trạm xe Nhơn Trạch.